# Neue eurasische Kontinentalbrücke

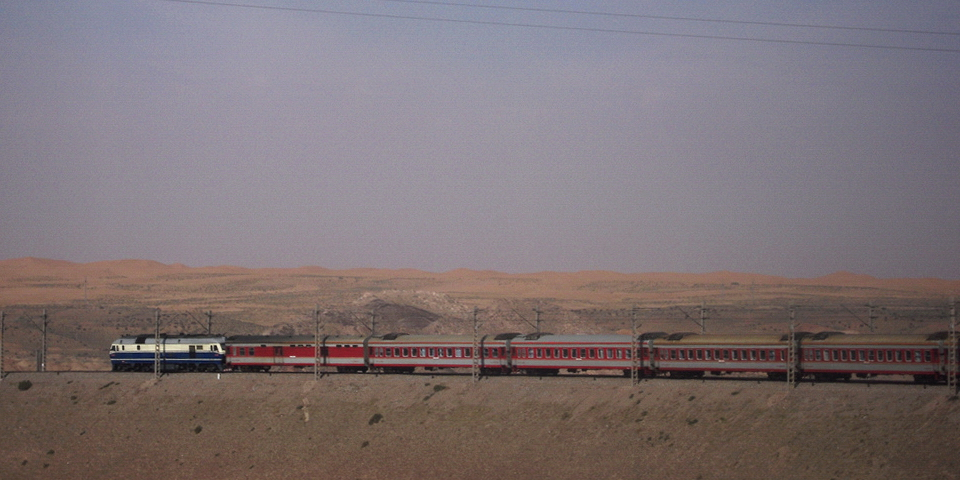
Zug auf der Strecke Lanzhou-Xinjiang

Die Neue eurasische Kontinentalbrücke (chinesisch 新亚欧大陆桥, Pinyin Xīn Yà-Ōu Dàlù Qiáo, englisch New Eurasian Continental Bridge), die auch Zweite eurasische Kontinentalbrücke (第二亚欧大陆桥,  Dì'èr Yà-Ōu Dàlù Qiáo, englisch Second Eurasian Continental Bridge) genannt wird, ist eine 10.870 Kilometer lange Eisenbahnverbindung, die Rotterdam in Europa mit der ostchinesischen Hafenstadt Lianyungang in der Provinz Jiangsu verbindet.

## Beschreibung

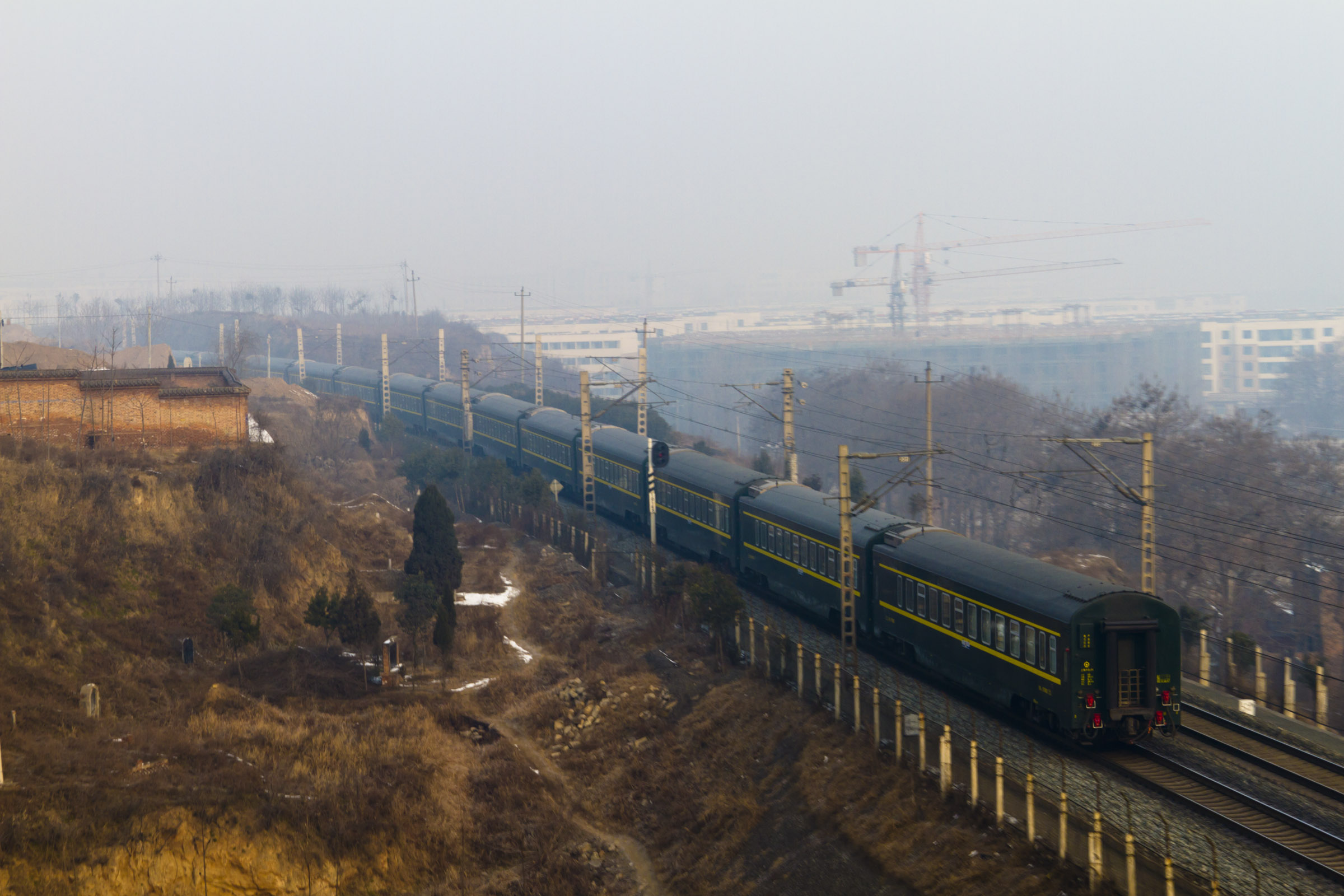
Zug T165 nahe Weinan

Die Eisenbahnverbindung besteht seit 1990 und führt durch die Dsungarische Pforte (Grenzbahnhof Alashankou). Die Longhai-Bahn, die Lanxin-Bahn und die Xinjiang-Nordbahn, also die Strecke von Lianyungang über Lanzhou und Ürümqi nach Alashankou sind ein Teil von ihr. 
Es gibt eine nördliche, mittlere und südliche Route. Die mittlere Strecke verläuft durch Kasachstan über Dostyk, Aqtogai, Astana, Samara, Smolensk, Brest, Warschau, Berlin zum Hafen von Rotterdam. Vom slowakischen Košice soll auch eine Abzweigung in den Großraum Wien führen, siehe Breitspurstrecke Košice–Wien.